# Фінал кубка СРСР з футболу 1938
Третій фінал кубка СРСР з футболу відбувся на стадіоні «Динамо» в Москві 14 вересня 1938 року. У грі взяли участь московський «Спартак» і ленінградський «Електрик». На матчі були присутні 80 тисяч глядачів.

## Претенденти
«Спартак» (Москва)
- Чемпіон СРСР (1): 1936 (о).
- Срібний призер (1): 1937.
- Бронзовий призер (1): 1936 (в).

«Електрик» (Ленінград)
- П'яте місце в чемпіонаті (1): 1936 (о).
- Півфіналіст кубка СРСР (1): 1936.

## Деталі матчу
| 14 вересня 1938 |

| «Спартак»                            | 3 – 2    | «Електрик»             |
| ------------------------------------ | -------- | ---------------------- |
| Гуляєв 14' Старостін 51' Семенов 65' | Протокол | Яблочкін 45' Гусєв 70' |

| «Динамо» (Москва) Глядачів: 80 000 Арбітр: Михайло Онищенко (Харків) |

| «Спартак» | «Електрик» |

|                   |                    |     |
|                   |                    |     |
| ВР                | Владислав Жмельков |     |
| ЗХ                | Віктор Соколов     |     |
| ЗХ                | Василь Соколов     |     |
| ПЗ                | Сергій Артем'єв    | 46' |
| ПЗ                | Андрій Старостін   |     |
| ПЗ                | Григорій Тучков    |     |
| НП                | Георгій Глазков    |     |
| НП                | Володимир Степанов |     |
| НП                | Віктор Семенов     |     |
| НП                | Олексій Соколов    |     |
| НП                | Микола Гуляєв      |     |
| Заміна:           |                    |     |
| ЗХ                | Станіслав Леута    | 46' |
| Тренер:           |                    |     |
| Костянтин Квашнін |                    |     |

|                   |                   |     |
|                   |                   |     |
| ВР                | Віктор Набутов    |     |
| ЗХ                | Василь Топталов   |     |
| ЗХ                | Василь Григорьєв  |     |
| ПЗ                | Віктор Бодров     |     |
| ПЗ                | Борис Орєшкін     |     |
| ПЗ                | Олексій Яблочкін  |     |
| НП                | Петро Карась      |     |
| НП                | Павло Артем'єв    |     |
| НП                | Іван Смирнов      |     |
| НП                | Олександр Федоров | 69' |
| НП                | Василь Лотков     |     |
| Заміна:           |                   |     |
| НП                | Анатолій Гусєв    | 69' |
| Тренер:           |                   |     |
| Костянтин Лемешев |                   |     |